# Leichttraktor
Leichttraktor byl německý experimentální tank.
Mezi lety 1930 a 1934 byly vyrobeny 4 prototypy lišící se výzbrojí, posádkou, hmotností a podvozkem.
Po první světové válce bylo Německo omezeno ve vojenském rozvoji Versailleskou smlouvou, ale pod krycím názvem „Traktor“ probíhal tajný vývoj obrněných vozidel a dělostřelectva.
Němci testovali tank v Sovětském svazu podle smlouvy podepsané v roce 1922 v Rapallu pod vysokým utajením. Zkušebna v letech 1926–1933 byla nazývána Panzertruppenschule Kama, a byla umístěna poblíž Kazaně v Sovětském svazu. Bylo to společné testovací pozemní a tankové cvičiště pro Rudou armádu a Reichswehr. Zkoušky se konaly pod kódovým označením Kama (složeného ze dvou slov Kazan a Malbrandt, protože testy probíhaly v blízkosti Kazaně a byl k nim přidělen podplukovník Malbrandt). V prvních letech druhé světové války se Leichttraktor používal jako výcvikový tank.